# یانه لاوکن
یانه لاوکن (انگلیسی: Janne Laukkanen؛ زادهٔ ۱۹ مارس ۱۹۷۰) بازیکن هاکی روی یخ اهل فنلاند است.
از باشگاه‌هایی که در آن بازی کرده‌است می‌توان به تمپا بی لایتنینگ اشاره کرد.